# レティムノ県

レティムノ県
Περιφερειακή ενότητα Ρεθύμνου測地系: 北緯35度15分 東経24度35分 / 北緯35.250度 東経24.583度座標: 北緯35度15分 東経24度35分 / 北緯35.250度 東経24.583度

レティムノ県（レティムノけん、ギリシア語: Ρέθυμνο / Rethymno）は、ギリシャ共和国のクレタ地方を構成する行政区（ペリフェリアキ・エノティタ）のひとつ。県都はレティムノ。

## 地理

### 位置・広がり
レティムノ県は、クレタ島に4つあるペリフェリアキ・エノティタの一つで、西から2番目にあたる。

### 主要な都市・集落
人口1000人以上の都市・集落には以下がある。
- レティムノ （Ρέθυμνο : レティムノ市） - 27,868人
- アノギア （Ανώγεια : アノギア市） - 2,454人
- ペラマ （Πέραμα : ミロポタモス市） - 1,598人
- ゾニアナ （Ζωνιανά : ミロポタモス市） - 1,578人
- リヴァディア （Λιβάδια : ミロポタモス市） - 1,473人
- アツィポプロ （Ατσιπόπουλο : レティムノ市） - 1,429人
- アヤ・ガリニ （Αγία Γαλήνη : アイオス・ヴァシリオス市） - 1,260人

最大の都市は北岸の港湾都市レティムノ。北東部の内陸に位置するアノギアがこれに次ぐ人口を持つ。主要な集落は北部に集まっており、南岸では南東部の港町アヤ・ガリニが最大の集落である。
- レティムノ
- アヤ・ガリニ
- スピリ

## 経済・産業
レティムノ県の主な収入源は観光である。しかし、農村部では農業や牧畜も経済の基盤となっている。また、県内のアノギアはEUの中で最も肥沃な土地であることが報告されている。

## 行政区画

レティムノ県

### 市（ディモス）
レティムノ県は、以下の自治体（ディモス、市）から構成される。人口は2001年国勢調査時点。
|   | 自治体名               | 綴り            | 政庁所在地       | 面積 Km² | 人口   |
| - | ---------------------- | --------------- | ---------------- | -------- | ------ |
| 1 | レティムノ             | Ρέθυμνο         | レティムノ (el)  | 397.5    | 46,558 |
| 2 | アイオス・ヴァシリオス | Άγιος Βασίλειος | スピリ (el)      | 354.3    | 10,079 |
| 3 | アマリ                 | Αμάρι           | アヤ・フォティニ | 277.7    | 6,215  |
| 4 | アノギア               | Ανώγεια         | アノギア (el)    | 131.0    | 2,507  |
| 5 | ミロポタモス           | Μυλοπόταμος     | ペラマ (el)      | 337.9    | 16,577 |

### 旧自治体（ディモティキ・エノティタ）

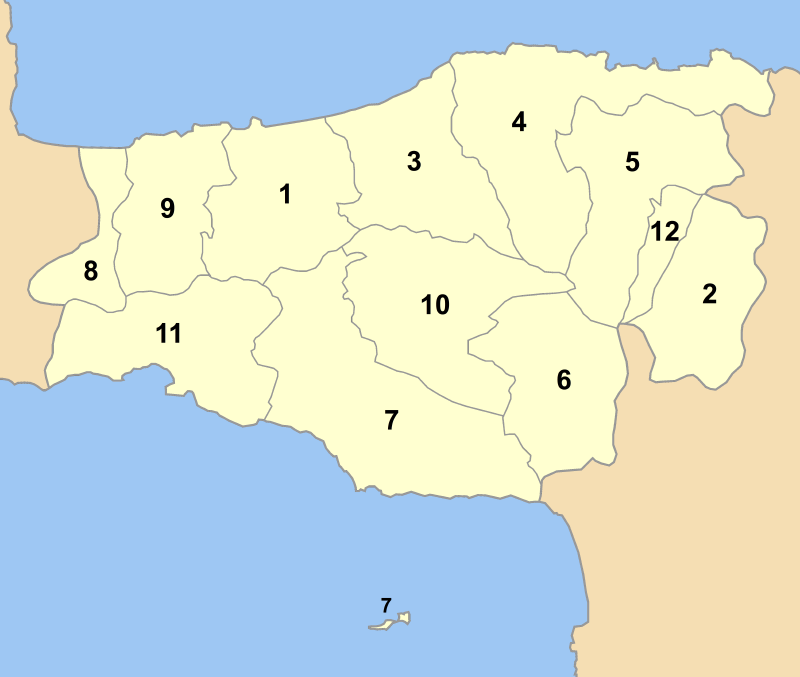
レティムノ県の旧自治体（1999年 - 2010年）

カリクラティス改革（2010年）以前の広域自治体（ノモス）としてのレティムノ県は、以下の基礎自治体（ディモスおよびキノティタ）から構成されていた。※を付したものはキノティタであった。
改革後、旧自治体は新自治体（ディモス）を構成する行政区（ディモティキ・エノティタ）となっている。
|    | 旧自治体               | 綴り            | 政庁所在地       | 新自治体               |
| -- | ---------------------- | --------------- | ---------------- | ---------------------- |
| 1  | レティムノ             | Ρέθυμνο         | レティムノ       | レティムノ             |
| 2  | アノギア               | Ανώγεια         | アノギア         | アノギア               |
| 3  | アルカディ             | Αρκάδι          | アデレ           | レティムノ             |
| 4  | ゲロポタモス           | Γεροπόταμος     | ペラマ           | ミロポタモス           |
| 5  | クルコナス             | Κουλούκωνας     | ゲラゾ           | ミロポタモス           |
| 6  | クリテス               | Κουρήτες        | フルフラス       | アマリ                 |
| 7  | ランビ                 | Λάμπη           | スピリ           | アイオス・ヴァシリオス |
| 8  | ラッパ                 | Λάππα           | エピスコピ       | レティムノ             |
| 9  | ニキフォロス・フォカス | Νικηφόρος Φωκάς | ゴニア           | レティムノ             |
| 10 | シヴリトス             | Σύβριτος        | アヤ・フォティニ | アマリ                 |
| 11 | フィニカス             | Φοίνικας        | セリア           | アイオス・ヴァシリオス |
| 12 | ゾニアナ               | Ζωνιανά         | ゾニアナ         | ミロポタモス           |

- Διοικητική διαίρεση νομού Ρεθύμνης (πρόγραμμα Καποδίστριας) - レティムノ県の自治体・集落一覧（1999年 - 2010年）

### 郡（エパルヒア）
県には以下の郡（エパルヒア）があったが、2006年以降法的な位置づけは行われていない。
| 郡名                     | 綴り            | 中心地     |
| ------------------------ | --------------- | ---------- |
| レティムノ郡             | Ρέθυμνο         | レティムノ |
| アイオス・ヴァシリオス郡 | Άγιος Βασίλειος | スピリ     |
| アマリ郡 (en)            | Αμάρι           | アマリ     |
| ミロポタモス郡           | Μυλοπόταμος     | ペラマ     |

## 著名な出身者
- コスタス・ムンダキス (1926-、音楽家)
- ニコス・クシルリス (1936-1980、音楽家)
- テナシス・スコルダロス (1920-1998、音楽家)
- ニック・ザ・グリーク (1883-1966、ギャンブラー)